# Régime enregistré d'épargne-logement
Un régime enregistré d'épargne-logement (REÉL) (en anglais : Registered Home Ownership Savings Plan ou RHOSP) était un régime d'épargne fiscalement avantageux destiné à favoriser l'achat de logements au Canada. Le régime a existé au fédéral de 1974 à 1985, au Québec les avantages fiscaux pour l'impôt provincial sur le revenu ont été abolis dès 1983. Un régime similaire a également existé en Ontario de 1988 à 2004.

## Fonctionnement
Les contribuables pouvaient contribuer jusqu'à 10 000 $ dans un REÉL (contribution annuelle maximale de 1 000 $). Les contributions étaient déductibles dans le revenu imposable et le revenu accumulé dans le régime était libre d'impôts également. Les fonds du régime pouvaient être retirés sans imposition si utilisés pour un acompte sur l'achat d'une maison (ou de meubles à certains moments).

## Historique

### Création (1974)
Le REÉL a été annoncé dans le discours sur le budget de mai 1974 présenté par John Turner le 6 mai 1974. Le mécanisme du régime est relativement similaire à celui du REÉR (contributions déductibles, revenu accumulé à l'abri de l'impôt) mais les fonds du REÉL peuvent être reçus sans imposition sous certaines conditions :
- Si utilisés pour un acompte sur l'achat d'un logement occupé par le propriétaire ;
- Ou utilisés pour acheter des meubles pour ce logement (ou le logement de l'époux).

Les individus ayant déjà possédé un logement dans le passé (qu'il ait été occupé par eux-mêmes ou loué à une tierce personne) ne peuvent pas déduire leurs contributions à un REÉL.
Le budget de mai 1974 ne fut jamais adopté par la Chambre des communes puisque la 29e législature fut dissoute avant le vote du budget. Le principe du REÉL fut cependant confirmé par John Turner dans son budget de novembre 1974 après que les libéraux aient remporté la majorité des sièges lors de l'élection fédérale de 1974. Les amendements à la Loi sur l'impôt sur le revenu portant création du REÉL ont reçu la sanction royale le 13 mars 1975.
Le 19 décembre 1974 le ministre des Finances du Québec Raymond Garneau annonce que la province adopterait un système similaire, de façon rétroactive à janvier 1974. Le Québec a obtenu après négociation avec le gouvernement fédéral que les REÉL administrés par des Caisses Populaires reçoivent les mêmes avantages fiscaux que ceux administrés par les banques à charte.

### Changements subséquents
Le budget fédéral de 1976 (en) autorise le transfert de fonds entre régimes de REÉL (par exemple pour sélectionner un plan d'épargne donnant de meilleurs rendements).
Le budget fédéral de 1977 (en) resserra les règles autour du REÉL:
- L'achat de meubles est exclu des usages autorisés pour l'utilisation détaxée des fonds d'un REÉL ;
- Les contributions ne sont plus déductibles si l'époux d'un contribuable possède un logement ;
- Le transfert sans imposition des fonds d'un REÉL à un REÉR est suspendu ;
- La durée de vie des REÉL est plafonnée à 20 ans.

En plein dans la récession du début des années 1980, le budget fédéral de 1983 (en) présenté le 19 avril 1983 améliora notablement les avantages fiscaux à l'achat de logements (notamment pour les logements neufs):
- Une déduction spéciale est accordée aux acheteurs de logements neufs (de la date du budget au 31 décembre 1984) La déduction est égale à la différence entre 10 000 $ et le total des contributions déductibles faites par le passé à un REÉL.
  - Les contribuables doivent faire le choix entre cette déduction spéciale et les subventions accordées par le Programme canadien d'encouragement à l'accession à la propriété.
- Jusqu'au 31 décembre 1983 l'achat de certains meubles est rendu à nouveau éligible pour l'utilisation détaxée des fonds d'un REÉL (retour temporaire à la situation d'avant 1977).

### Abolition

#### 1erjanvier 1983 (au Québec)
Le 1er janvier 1983 le Québec supprima les avantages fiscaux des REÉL (pour l'impôt sur le revenu provincial). Les fonds accumulés dans les régimes existants pouvaient toujours être reçus libres d'impôt si utilisés pour un acompte sur l'achat d'un logement ou de certains meubles éligibles (dans le dernier cas la possibilité expire le 31 décembre 1983).
Plusieurs assouplissements sont annoncées à la fin des années 1980 et dans les années 1990 pour sortir le maximum de fonds accumulés dans les REÉL :
- Dans le budget du Québec 1992, Gérard D. Levesque annonce que les fonds restants dans les REÉL peuvent être utilisés sans imposition pour acheter des meubles neufs[8]. Cette mesure prolonge indéfiniment une mesure adoptée temporairement pour l'année 1989, puis prolongé en 1990 puis à nouveau en 1991[9];
- Dans le budget du Québec 1996, Bernard Landry annonce que les fonds restants dans les REÉL pouvaient aussi être utilisés sans imposition pour certains travaux de rénovation domiciliaire[10].

#### 23 mai 1985 (au fédéral)
Le Parti progressiste-conservateur remporta une large victoire lors des élections fédérales de 1974. Dans son premier budget, le nouveau ministre des Finances Michael Wilson annonce qu'aucune contribution à un REÉL serait permise après le 22 mai 1985. Contrairement à la décision du Québec 2 ans plus tôt, les fonds accumulés dans les REÉL pouvaient être retirés libres d'impôt quelle que soit l'utilisation prévue des fonds. Le revenu accumulé dans les REÉL après le 31 décembre 1985 était inclus automatiquement dans le revenu imposable de son détenteur, ayant pour effet de supprimer le dernier avantage fiscal des REÉL.
Les libéraux s'étaient engagés à rétablir les REÉL dans une plateforme politique de 1986 et à nouveau lors de la campagne pour les élections fédérales de 1988,.

## Mesures fiscales similaires

### RAP (fédéral, depuis 1992)
Le RAP ou régime d'accession à la propriété est le mécanisme qui permet depuis le budget fédéral canadien de 1992 de retirer libres d'impôt des fonds d'un REÉR pour les utiliser pour payer l'achat d'un premier logement. Le montant retiré doit être repayé dans les 15 années suivantes.

### RÉLO (Ontario, 1988–2004)
Lors de la campagne pour les élections générales de 1987, le chef libéral David Peterson s'était engagé à allouer 500 millions de dollars sur 10 ans pour des incitatifs à l'achat de logement, notamment avec un régime d'épargne-logement (RÉL). Contrairement au défunt REÉL, le RÉL serait seulement accessible aux contribuables avec moins de 40 000 $ de revenus annuels.
Le budget de l'Ontario pour 1988 a créé le RÉLO ou régime d'épargne-logement de l'Ontario (en anglais : Ontario Home Ownership Savings Plan ou OHOSP) avec les caractéristiques suivantes (tous les montants indiqués sont doublés pour les couples):
- Des contributions de 2 000 $ par année pouvaient être faites ;
- Le régime donne droit à un crédit d'impôt maximum égal à 25 % des contributions faites (le taux de 25 % est réduit pour les contribuables gagnant entre 20 000 et 40 000 $, et le crédit est complètement éliminé pour ceux gagnant 40 000 $ et plus) ;
- Les crédits d'impôts du RÉLO doivent être remboursés si les fonds ne sont pas utilisés pour l'achat d'un logement occupé par l'acheteur ;
- Les régimes peuvent être ouverts du 1er septembre 1988 au 31 décembre 1993 ;
- Une clause d'extinction (sunset clause) précise que tous les fonds de RÉLO doivent être retirés d'ici au 31 décembre 1999.

Le budget de l'Ontario pour 1989 introduit un remboursement partiel des droits de mutation pour les achats de logements éligibles au sens du RÉLO. Ce congé fiscal est aboli pour les plans ouverts après le 31 décembre 1993.
Au cours de 1993 la pression monte sur le gouvernement provincial pour repousser ou supprimer la date limite du 31 décembre 1993 pour ouvrir un RÉLO. Le 14 décembre 1993, deux semaines avant la fin prévue du programme RÉLO, le ministre des Finances de l'Ontario Floyd Laughren annonce que le programme est pérennisé indéfiniment. Cette mesure est confirmée par le budget de l'Ontario pour 1994 présenté le 5 mai 1994,.
Des contributions à un RÉLO pouvaient être faites jusqu'au 18 mai 2004, date à laquelle le premier budget du gouvernement McGuinty annonce la fin du programme RÉLO. Tous les plans pouvaient être utilisés pour des achats de logement en 2005. Les fonds retirés à partir du 1er janvier 2006 ne font pas l'objet du remboursement des crédits d'impôts accordés dans les années précédentes.